# Cotoneaster ichangensis
Cotoneaster ichangensis es una especie de planta del género Cotoneaster, perteneciente a la familia Rosaceae.

## Taxonomía
Cotoneaster ichangensis fue descrita por Gerhard Klotz en 1996.

## Distribución
Se encuentra en el territorio centro-sur de China.